# An Essay Concerning Human Understanding

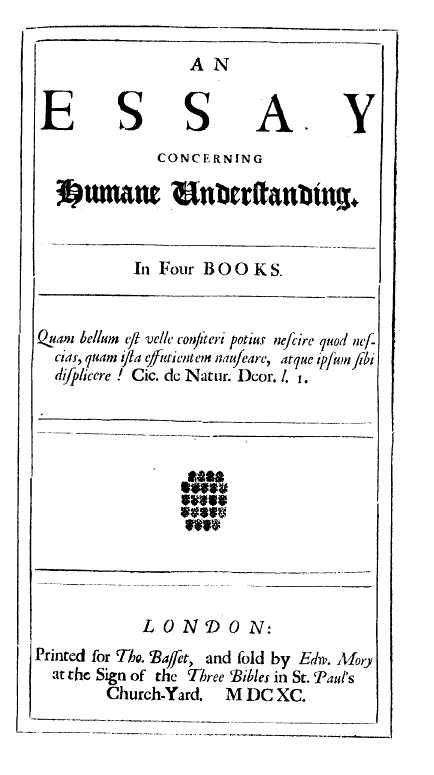
Voorpagina van de eerste editie

An Essay Concerning Human Understanding is een filosofisch werk geschreven door John Locke en voor het eerst gepubliceerd in 1689. Het onderzoekt de grondslagen van menselijke kennis en begrip. Locke presenteert de geest als een leeg blad (tabula rasa), waarbij individuen ideeën verwerven door ervaring en zintuiglijke waarneming.
De oorsprong van het werk kan worden herleid naar een periode waarin Locke, een prominente Engelse filosoof en arts, betrokken was bij intellectuele discussies met tijdgenoten, met name rationalisten en empiristen. In zijn essay beoogde Locke met name het heersende geloof in aangeboren ideeën te weerleggen, een opvatting die sterk werd ondersteund door rationalistische filosofen van zijn tijd.
De afwijzing van aangeboren ideeën door Locke en zijn nadruk op empirisme oogstten zowel lof als kritiek. Het werk werd grondig onderzocht en bekritiseerd door rationalisten zoals Gottfried Leibniz, die in 1704 reageerde met een uitgebreide kritiek getiteld Nouveaux essais sur l'entendement humain (Nieuwe essays over het menselijk begrip). Leibniz betwistte verschillende aspecten van Locke's filosofie, waaronder zijn scepsis over soortenclassificatie en de afwijzing van aangeboren ideeën.
Ook de empirist George Berkeley bekritiseerde Locke's opvattingen, met name de onsamenhangendheid van Locke's begrip van abstracte ideeën en de onbegrijpelijkheid van zijn idee van materiële substantie. Berkeley's kritiek werd geuit in zijn werk A Treatise Concerning the Principles of Human Knowledge en later in de Three Dialogues Between Hylas and Philonous.
Ondanks de kritiek werd An Essay Concerning Human Understanding een fundamentele tekst in de moderne filosofie en droeg het aanzienlijk bij aan de ontwikkeling van het empirisme. Het beïnvloedde latere filosofen uit de Verlichting, waaronder David Hume. De impact van Locke's werk blijkt uit de voortdurende publicatie van verkorte versies, zoals John Wynne's An Abridgment of Mr. Locke's Essay concerning the Human Understanding uit 1696 en Louisa Capper's An Abridgment of Locke's Essay concerning the Human Understanding uit 1811.
De ontvangst van Locke's essay reikte verder dan filosofische kringen, waarbij sommige Europese filosofen parallellen trokken tussen de impact ervan op de psychologie en Isaac Newtons impact op de wetenschap. Voltaire karakteriseerde het werk van Locke als een natuurlijke geschiedenis van het bewustzijn, waarbij hij de nadruk legde op de betekenis ervan voor het begrijpen van de werking van de geest.
Postuum verscheen in 1706 Of the Conduct of the Understanding, dat kan worden beschouwd als een praktische leidraad bij het Essay.